# Campeonato E4
O Campeonato E4 (antiga Euro 4) é uma categoria de fórmula regulada de acordo com os regulamentos de Fórmula 4 da FIA. O campeonato existe desde 2023 e foi criada para prover maiores oportunidades para pilotos e equipes da Fórmula 4 Italiana, principalmente após o fim da ADAC Fórmula 4.

## História
A categoria é organizada pelo ACI Sport e promovida pela WSK Promotions, conhecida por organizar campeonatos de kart, como a WSK Euro Series. O campeonato foi confirmado quando o calendário para a primeira temporada foi confirmado em abril de 2023, com três etapas em apoio da Fórmula Regional Europeia.
A categoria teve pequenos problemas em sua temporada inicial, após os resultados de sua segunda etapa, em Monza, foram adiados por um mês devido a uma confusão com um fiscal de pista, que mostrou a placa de safety car sem o mesmo ter sido oficialmente chamado. Apesar disso, sua primeira temporada terminou com uma disputa apertada pelo título, sendo o mesmo vencido na última etapa pelo americano Ugo Ugochukwu.
Na temporada de 2024, o indiano Akshay Bohra, que havia vencido as duas baterias da primeira etapa, levou o campeonato após seu rival, o britânico Freddie Slater, ser afetado por punições em sua última etapa.
O campeonato foi renomeado para E4 antes da temporada de 2025.

## Carro
O construtor italiano Tatuus, que também produziu carros para a Fórmula Abarth, foi contratado para projetar e construir todos os carros da F4 Italiana. O chassi é um monocoque feito de fibra de carbono, o Tatuus F4-T421, que está em vigor na categoria desde 2022.
O motor é um Abarth de 1400cc. Este é o mesmo motor usado na Fórmula Abarth entre 2010 e 2013. Ele é ajustado para atender aos regulamentos da Fórmula 4 da FIA para 160 hp, abaixo dos 180  cv. originais.

## Formato da competição
Cada fim de semana de corrida da E4 conta com duas sessões de treinos livres de 40 minutos, duas sessões de qualificação de 15 minutos e três corridas, cada uma com duração de 30 minutos mais uma volta.
A primeira sessão de qualificação definirá o grid de largada da primeira corrida, e a segunda moldará o grid para a segunda corrida. Para a terceira corrida de cada evento, as posições de largada dos pilotos serão determinadas pelo segundo melhor tempo registrado durante qualquer uma das sessões de qualificação.

### Sistema de pontuação
Os pontos são concedidos do primeiro ao décimo colocado, de forma similar ao que acontece na Fórmula 1 e em outras categorias similares, mas não há pontos para o pole position, nem para a volta mais rápida.
| Posição | 1ª | 2ª | 3ª | 4ª | 5ª | 6ª | 7ª | 8ª | 9ª | 10ª |
| Pontos  | 25 | 18 | 15 | 12 | 10 | 8  | 6  | 4  | 2  | 1   |

## Campeões

### Campeonato de pilotos
| Temporada | Motorista     | Equipe       | Corridas | Poles | Vitórias | Pódios | V.M.R. | Pontos | Fonte  |
| --------- | ------------- | ------------ | -------- | ----- | -------- | ------ | ------ | ------ | ------ |
| 2023      | Ugo Ugochukwu | Prema Racing | 9 de 9   | 1     | 3        | 5      | 2      | 193    | [ 11 ] |
| 2024      | Akshay Bohra  | US Racing    | 9 de 9   | 3     | 2        | 4      | 1      | 124    | [ 12 ] |

### Campeonato de construtores
| Temporada | Equipe       | Poles | Vitórias | Pódios | V.M.R. | Pontos | Fonte  |
| --------- | ------------ | ----- | -------- | ------ | ------ | ------ | ------ |
| 2023      | Prema Racing | 4     | 6        | 16     | 5      | 435    | [ 11 ] |
| 2024      | Prema Racing | 4     | 4        | 10     | 2      | 273    | [ 13 ] |

### Campeonato de novatos
O resultado desse campeonato é decidido considerando como se os novatos disputassem uma categoria própria. Vitórias e pontos da classificação dos novatos estão entre parênteses.
| Temporada | Motorista           | Equipe       | Poles | Vitórias (novato) | Pódios | Voltas mais rápidas | Pontos (novato) | Fonte  |
| --------- | ------------------- | ------------ | ----- | ----------------- | ------ | ------------------- | --------------- | ------ |
| 2023      | Akshay Bohra        | US Racing    | 2     | 1 (3)             | 4      | 1                   | 180             | [ 11 ] |
| 2024      | Kean Nakamura-Berta | Prema Racing | 0     | 1 (3)             | 3 (8)  | 1                   | 156             | [ 13 ] |

### Troféu Mulher
| Temporada | Motorista     | Equipe         | Poles | Vitórias (Troféu) | Pódios | Voltas mais rápidas | Pontos | Fonte  |
| --------- | ------------- | -------------- | ----- | ----------------- | ------ | ------------------- | ------ | ------ |
| 2023      | Tina Hausmann | AKM Motorsport | 0     | 6                 | 9      | 0                   | 222    | [ 11 ] |

## Circuitos
- Negrito indica que um circuito será usado na temporada de 2025.

| Circuitos                       | Rodadas | Anos          |
| ------------------------------- | ------- | ------------- |
| Circuito de Mugello             | 2       | 2023–presente |
| Circuito de Monza               | 2       | 2023–presente |
| Circuito de Barcelona-Catalunha | 1       | 2023          |
| Red Bull Ring                   | 1       | 2024          |
| Circuito Paul Ricard            | 0       | 2025          |